# Chennegy
Chennegy település Franciaországban, Aube megyében. Lakosainak száma 471 fő (2022. január 1.). Chennegy Bercenay-en-Othe, Bucey-en-Othe, Estissac, Maraye-en-Othe, Saint-Mards-en-Othe, Vauchassis és Villemoiron-en-Othe községekkel határos.

## Népesség
A település népessége az elmúlt években az alábbi módon változott:
| Lakosok száma | 352  | 368  | 392  | 460  | 432  | 437  | 438  | 433  | 444  | 471  |
|               | 1968 | 1982 | 1990 | 2006 | 2013 | 2015 | 2017 | 2019 | 2020 | 2022 |